# Club Universidad Nacional (féminines)
Maillots
Actualités
Dernière mise à jour : 27 décembre 2024.
Le Club Universidad Nacional Femenil, plus couramment abrégé en UNAM ou souvent appelé Pumas, est un club de football féminin mexicain basé à Mexico.

## Histoire
Lorsqu'en décembre 2016 est annoncée la création d'une ligue professionnelle de football féminin au Mexique, le Club Universidad Nacional, fondé en 1954, créé au même moment une section féminine professionnelle.
Le club joue son premier match officiel le 3 mai 2017, en Coupe de la Ligue, une compétition organisée pour préparer le futur championnat. Les Pumas gagnent 4 à 1 contre Tigres de la UANL.
Lors du premier championnat féminin du Mexique, le Club Universidad Nacional termine à la septième place.

## Stade
Le club joue ses matchs à domicile à La Cantera, le complexe sportif appartenant à l'Université nationale autonome du Mexique.